# Gonzalo Pérez de Angulo
Gonzalo Pérez de Angulo   (Hegoalde, 1519 (Gregorià) - segle XVI) fou un polític i magistrat espanyol de mitjan segle xvi.
Vers el 1548 l'Audiència de Santo Domingo l'envià a Cuba per a residenciar al governador d'aquella illa, Antonio Chávez, al qual succeí en el càrrec. Per aquella època, a causa de l'escassetat de la moneda, el valor d'aquesta havia augmentat considerablement, i el rei, assabentat d'això, dictà les mesures encaminades a fer que continués l'augment, però Pérez de Angulo aconseguí que no es complissin tals mesures, pel que es posà amb lluita amb l'Ajuntament fins al punt que la Corporació demanà el 1552 a l'Audiència de Santo Domingo que envies un magistrat per a residenciar al governador, al que acusaven de treballar en contra dels interessos públics servint-se pel seu propi profit dels indis; però tanmateix va haver de signar la pau amb l'Ajuntament, que més tard li era completament addicte, fins al punt de demanar al rei que prorrogues el temps del mandat de Pérez de Angulo.
Finalment, fou enviat perquè el residencies el jutge Diego de Mazariegos, que el succeí en el càrrec. Durant el temps del seu mandat Pérez e Angulo fomentà la cria de cavalls, fortificà el port de l'Havana i portà a fi altres obres d'utilitat pública.